# Tamás Lossonczy

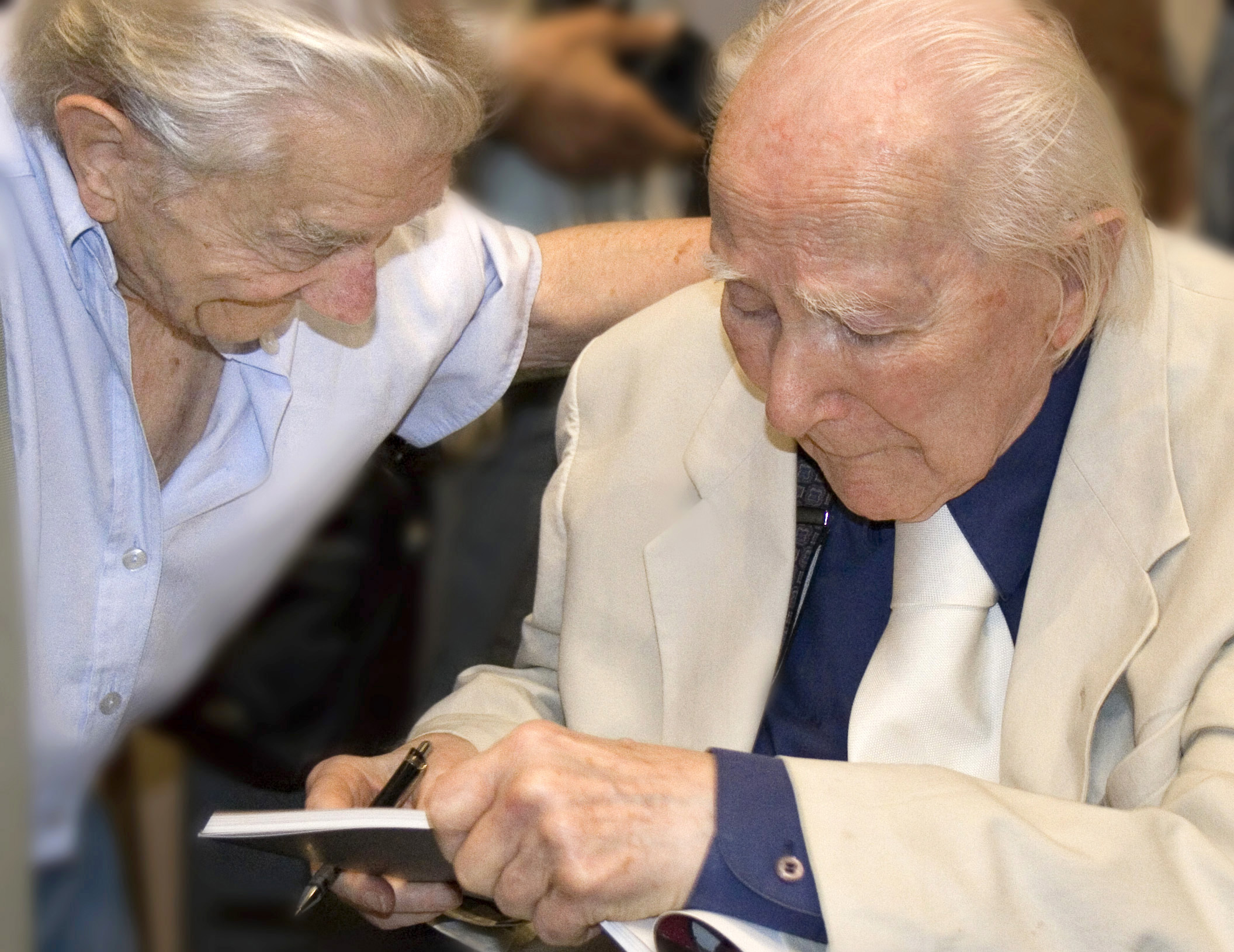
Tamás Lossonczy (r) en Oscar Papp op de 105e verjaardag van Lossonczy (12 augustus 2009)

Tamás Lossonczy (Boedapest, 12 augustus 1904 - 3 november 2009) was  een Hongaars abstract kunstschilder. Hij wordt beschouwd als een der belangrijkste figuren van de Hongaarse moderne kunst uit de 20e eeuw.
Lossonczy begon aan rechtenstudies, maar schreef zich spoedig in in de Hongaarse Academie voor Schone Kunsten. In de jaren 1920 reisde hij geregeld naar Parijs, waar hij bevriend werd met verschillende prominente kunstenaars uit die periode. Bij zijn terugkeer naar Hongarije studeerde hij binnenhuisontwerp aan de Hongaarse Academie voor Toegepaste Kunsten, waar  hij zijn interesse tijdelijk  verlegde  van de schilderkunst naar de architectuur.
In 1934 werd Lossonczy lid van de "groep van socialistische kunstenaars". Hij huwde in 1938 met Ibolya, een medestudente. Het koppel stelde veel kunst tentoon in hun woning, maar de stukken werden vernietigd toen hun huis werd vernield door bombardementen op het einde van de Tweede Wereldoorlog.
Lossonczy was lid van de "Europese School", de "Avant-gardekunstaars van de Donauvallei" en de "Hongaarse Groep voor Concrete Kunst". In de periode 1957-1968 gaf hij les in tekenen aan een vakschool in Boedapest. In 1970 had hij een kleine tentoonstelling in de Adolf Fényes Galerij en in 1979 een tentoonstelling van zijn werk in de Műcsarnok/Kunsthalle in Boedapest.
Lossonczy was in 1992 stichtend lid van de Academie van letteren en kunsten van Széchenyi. Een van zijn bekendste werken is de grote mozaïek in het metrostation EUR-Magliana in Rome uit 1958. Een ander bekend werk is De  grote storm reinigt, een herinnering aan de Hongaarse Opstand van  1956. In 1994 kreeg hij de Kossuth-prijs. 